# الفأل الأول (فلم)
الفأل الأول (بالإنجليزية: The First Omen) هو فيلم رعب أمريكي خارق للطبيعة لعام 2024 من إخراج أركاشا ستيفنسون، الذي شارك في كتابة السيناريو مع تيم سميث وكيث توماس من بطولة نيل تايغر فري، توفيق برهوم، سونيا براغا، رالف إينيسون، وبيل نيغي.

## روابط خارجية
- مقالات تستعمل روابط فنية بلا صلة مع ويكي بيانات